# Gare de Rudstad
La gare de Rudstad est une halte ferroviaire norvégienne de la ligne de Røros située dans le village de Rudstad qui fait partie de la commune d'Elverum dans le district d'Østerdalen, soit à 17 kilomètres au nord de la gare d'Elverum et à 15 kilomètres au sud de la gare de Rena. Elle est à 175,90 kilomètres d'Oslo.